# Kobyla (přírodní rezervace)
Přírodní rezervace Kobyla se nachází na katastrálním území Suchomasty, Měňany a Koněprusy v okrese Beroun ve Středočeském kraji. Území, jehož rozloha činí 18,5 ha, je zvláště chráněno od roku 1967. Rezervace, která je ve správě AOPK ČR – regionálního pracoviště Střední Čechy, se nachází na území Chráněné krajinné oblasti Český kras a evropsky významné lokality Zlatý kůň.
Předmětem ochrany je v prvé řadě významná geologická lokalita v severní části rezervace, kde se nachází bývalý lom na Kobyle s odkrytím Očkovského přesmyku a patrnými krasovými jevy včetně jeskyní, které mají paleontologický i archeologický význam. Z vegetace se zde nacházejí dubohabřiny, teplomilné doubravy s dřínem a suché stepní trávníky na karbonátových horninách. Tato vegetace je obydlena lesostepní a stepní faunou.
Přírodní rezervace je součástí geologické naučné stezky Zlatý kůň.

## Lokalita
Lokalita se nachází ve Středočeském kraji v okrese Beroun, přibližně 1,5 km jihovýchodně od Koněprus, v nadmořské výšce 403 až 470 metrů.
V severní části se nachází bývalý lom Na Kobyle, který je zajímavý zejména kvůli odkryvu Očkovského přesmyku (znamená to, že se zde nachází starší jednotky hornin nad mladší jednotkou hornin). V bývalém lomu se nachází uměle odkryté skalní stěny a malé slatinové mokřady. Probíhá zde samovolná sukcese vegetace (výměna společenstva), to vede k postupnému zarůstání křovinami a k tvorbě lesních porostů. Lom se nachází mírném severovýchodním svahu a to vede k oslabení termofilního charakteru vegetace.
Severozápadní části rezervace se nacházejí širokolisté suché trávníky.
Jižní část rezervace je orientovaná na mírném jižním svahu. Je pokryta lesy a to především dubohabřinami. V lese můžeme vidět původní bezlesé plochy, které byly dříve využívány jako pastviny a ve 20. století byli částečně osázeny borovicí černou. Bývalé pastviny jsou pokryté úzkolistými, suchými trávníky.
Na rozhraní mezi jižní a severní částí rezervace je malý porost dřínové teplomilné doubravy.

## Historie

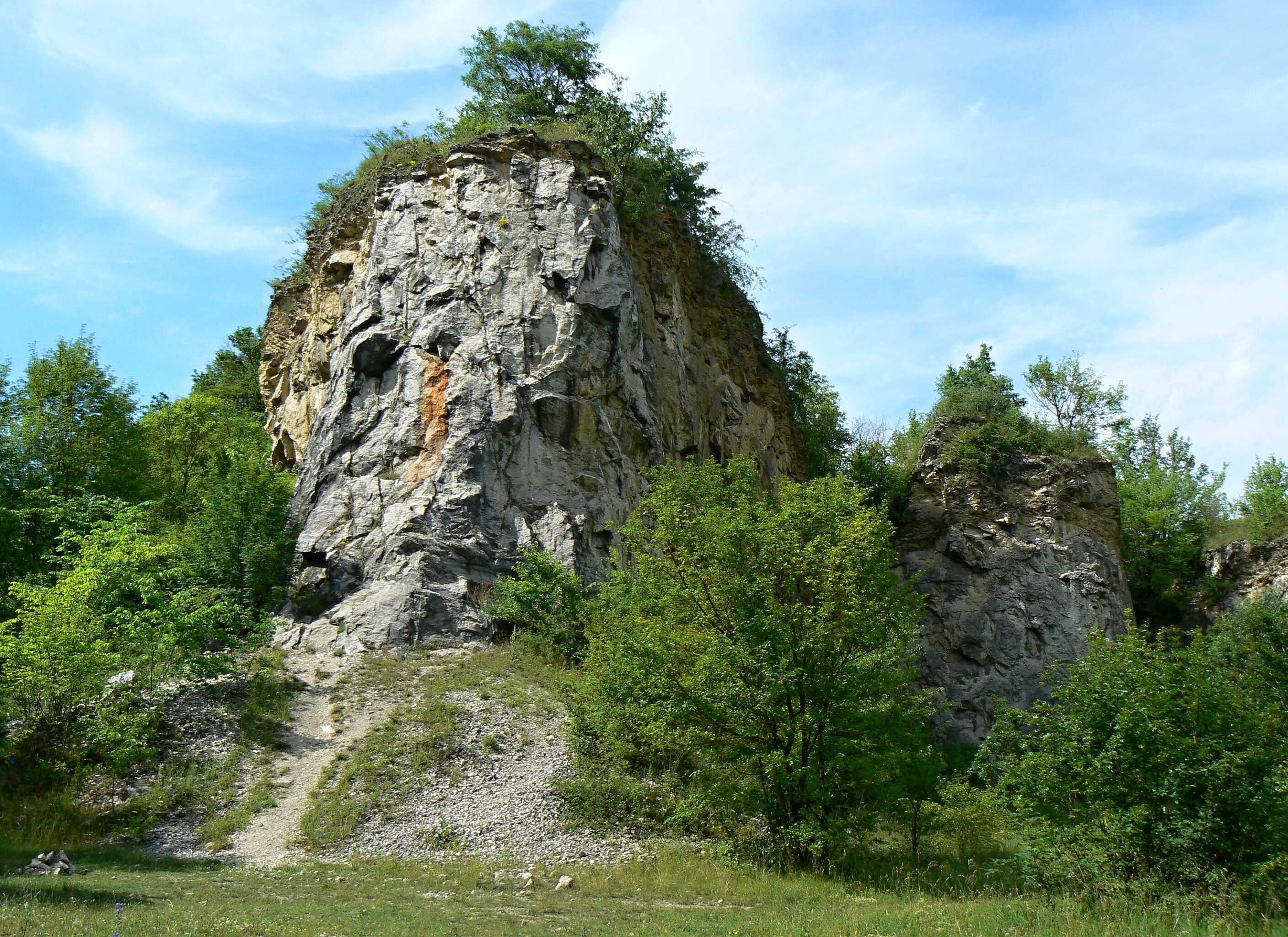
Bývalý lom Kobyla

Lom Na Kobyle byl využívaný pro těžbu vápence. Vápenec byl převážen do Berouna na výrobu cementu. V roce 1929 byla těžba v lomu zastavena. Jižní část oblasti sloužila jako pastvina, ta kvůli změně krajiny v zásadě zcela zanikla.
V roce 1967 byla část území vyhlášená jako tehdejší kategorie chráněný přírodní výtvor, jako Lom na Kobyle. V 1999 byla správa CHKO Český kras vydal vyhlášku s zřizovacím předpisem Přírodní rezervace Kobyla.
V 80. letech dvacátého století byly v rezervaci provedeny pokusy s introdukcí některých domácích skalních druhů rostlin na stěnu v lomu Kobyla. Na jihovýchodní straně byli vysázeny například: lomikámen trsnatý (Saxifraga rosacea), lomikámen vždyživý (Saxifraga paniculata), česnek chlumní (Allium senescens), pěchava vápnomilná (Sesleria caerulea), devaterník šedý (Helianthemum canum), hvozdík sivý (Dianthus gratianopolitanus), tařice skalní (Aurinia saxatilis). Na severozápadní straně lomu byl vysázen například kosatec bezlistý. Dodnes se některé druhy zde vyskytují a v jihovýchodní části lomu se značně rozšířily například lomikámen trsnatý (Saxifraga rosacea) a lomikámen vždyživý (Saxifraga paniculata).

## Přírodní poměry

### Geologie
V jižní části rezervace je geologický podklad tvořen vrstevnatými šedými a místy načervenalými suchomastskými vápenci z období spodního devonu (stupeň dalej). Nad ní je vrstva tvořena světlešedými vápenci z období středního devonu (stupeň eifel). Celý skalnatý podklad v jižní části je ovšem překryt lesní půdou.
V severní části lomu se nachází Lom na Kobyle, kde je stratigraficky nejstarší vrstva tvořena silurskými vápenci s vložkami břidlic (stupeň přídolí, požárské souvrství) a devonské šedé vápence (stupeň lochkov, lochkovské souvrství). Tyto jednotky byly v rámci variské orogeneze nasunuty na jednotky mladší na přelomu staršího a mladšího paleozoika podél tektonické poruchy nazývané Očkovský přesmyk. Vystupují zde narůžovělé slivenecké vápence ze spodního devonu (stupeň Prag, pražské souvrství), na tuto jednotku jsou nasunuty starší jednotky.
Kvarterní pokryv, který překrývají starší paleozoické jednotky, je geologicky nevýznamný.
Díky těžbě v lomu byly odkryté krasové jevy. Tento odkryv je důležitý, jak v rámci geologie, tak archeologie. Chlupáčova sluj je jedna z jeskyní, která je dlouhá cca 25m. V ní se nachází pozůstatky savců a měkkýšů z dob ledových a meziledových, nachází se zde archeologické nálezy (nástroje ze středního a mladšího paleolitu). Druhá významná jeskyně Zlomená sluj je dlouhá okolo 20m a byly zde nalezeny paleontologické nálezy větších savců, kterými například byli: lev jeskynní (Panthera spelaea), nosorožec srstnatý (Coelodonta antiquitatis), medvěd jeskynní (Ursus spelaeus) a další. Dnes zde zimují netopýři, a proto je jeskyně uzavřena veřejnosti, aby nerušila jejich spánek.

### Fauna
Dominují zde bezobratlí živočichové, kteří svou přítomností charakterizují stepní ekosystém. Vyskytují se zde z čeledi členovců (Arthropoda) například teplomilná snovačka skalní (Theridion betteni),vzácní stepní mraveneci  Myrmica deplanata, nosatcovitý brouk Acalles hypocrita, vzácní teplomilní pavouci skákavka teplomilná (Phlegra festiva) a slíďák lesostepní (Tricca lutetiana), vzácní reliktní pavouci brabenčík lesní (Phrurolithus minimus) a pavučinka lesostepní (Panamomops affinis), vzácná bejlomorka Craneiobia corni. Z bezobratlých z čeledi měkkýšů (Mollusca) se zde nachází vzácný litobiontní plž ovsenka skalní (Chondrina avenacea) a teplomilná páskovka žíhaná (Cepaea vindobonensis).
Z obratlovců se zde nacházejí obojživelníci skokan hnědý (Rana temporaria), čolek obecný (Triturus vulgaris), ropucha obecná (Bufo bufo). Hnízdí zde okolo 60 druhů ptáků. Jako příklad zde uvedu datel černý (Dryocopus martius), strakapoud velký (Dendrocopos major), žluna zelená (Picus viridis), žluna šedá (Picus canus), puštík obecný (Strix aluco), budníček lesní (Phylloscopus sibilatrix) a sedmihlásek hajní (Hippolais icterina), skřivan lesní (Lullula arborea). Vyskytují se zde samozřejmě i savci a to ku příkladu plch velký (Glis glis) a jezevec lesní (Meles meles), netopýr .

### Flóra
V přírodní rezervaci se vyskytuje stepní a lesostepní vegetace. Jako příklad zde z ohrožených rostlin můžeme uvést pampeliška bavorská (Taraxacum bavaricum), vstavač kukačka
(Anacamptis morio) koniklec luční český (Pulsatilla pratensis subsp. bohemica), chrpa chlumní (Centaurea triumfettii), dub šípák (Quercus pubescens), dřín obecný (Cornus mas), z dalších bylin devaterník tmavý (Helianthemum grandiflorum subsp. obscurum). Trávy kostřava waliská (Festuca valesiaca) a smělek štíhlý (Koeleria macrantha). A nakonec dřeviny jeřáb břek (Sorbus torminalis), jeřáb muk (Sorbus aria), tařice horská (Alyssum montanum).

## Ochrana
Předmětem ochrany je zachování odkrytí geologické profilu, především Očkovský přesmyk a dvou významných jeskyní (Chlupáčova sluj, Zlomená sluj). Zlomená sluj je pro veřejnost zavřená i z důvodu přezimování netopýrů, například jako je Netopýr velký (Myotis myotis). Geologický profil zarůstá nálety dřevin, ty musí být odstraněny, aby nedošlo k rozrušení a poškození profilu.
Z hlediska živé přírody je ochrana založena na zachování a zlepšení stavu dubohabřin, teplomilných doubrav s dřínem a suchých trávníků na karbonátových horninách. Péče o populaci pampelišky bavorské v malém slatinném mokřadu v lomu u tunelu spočívá v odstraňování případných křovin a expanzivních druhů trav, hlavně třtiny křovištní (Calamagrostis epigejos). Péči o malou populaci vstavače kukačky (Anacamptis morio) je možné zajistit pravidelnou pastvou a důsledným odstraňováním náletu dřevin v okolí místa výskytu.

## Turismus
Turisty je rezervace navštěvovaná především díky blízkosti Koněpruských jeskyní. U Koněpruských jeskyní začíná naučná stezka Zlatý kůň, která zasahuje i do přírodní rezervace Kobyla (do bývalého lomu Na Kobyle). Je zde dostupnost autem, které můžete nechat na parkovišti u Koněpruských jeskyní. Po okraji území vede zelená turistická značka, která spojuje obce Tetín, Tobolku, Vinařice a Liteň.

## Galerie

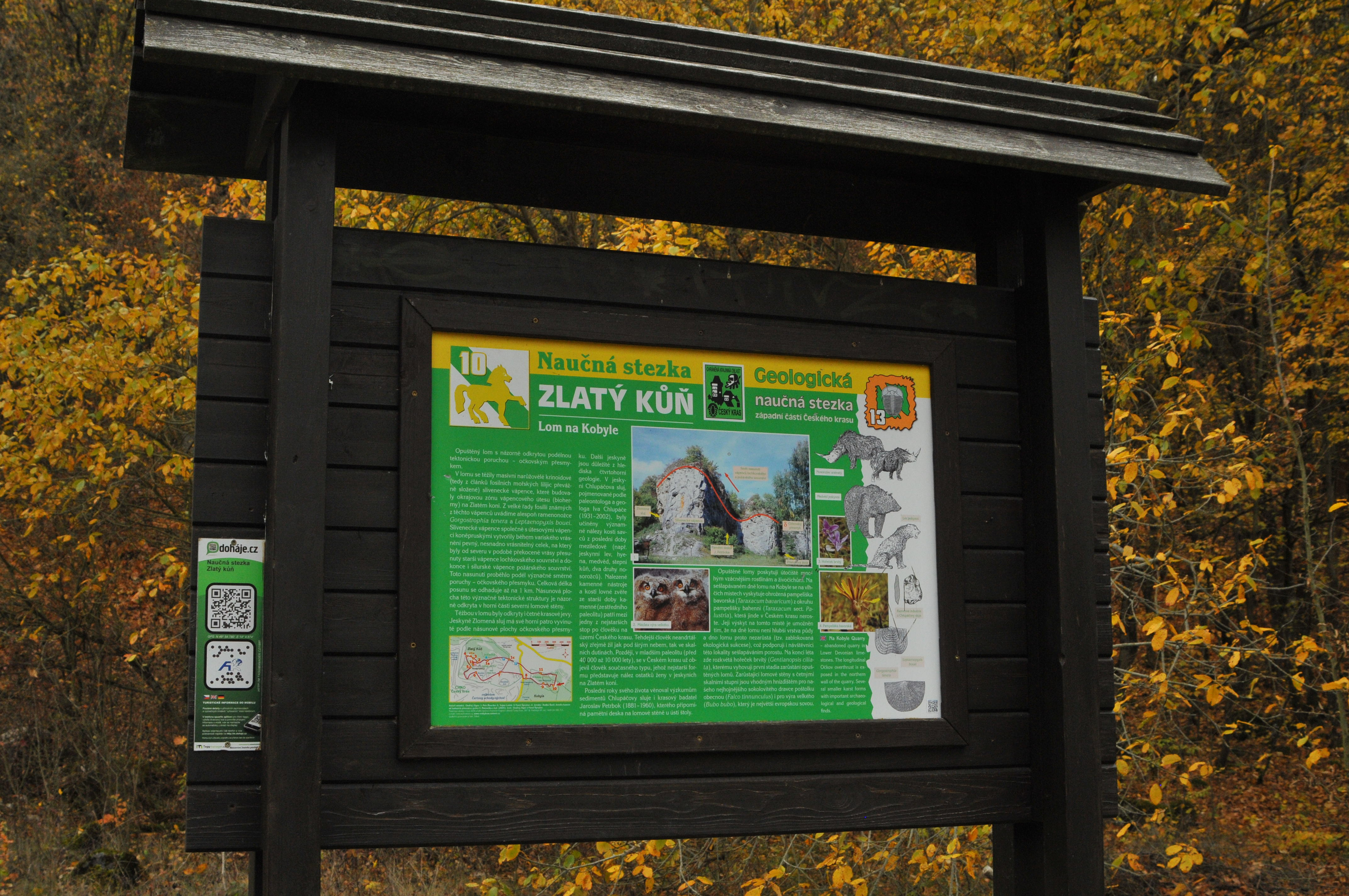
Naučná stezka Zlatý kůň
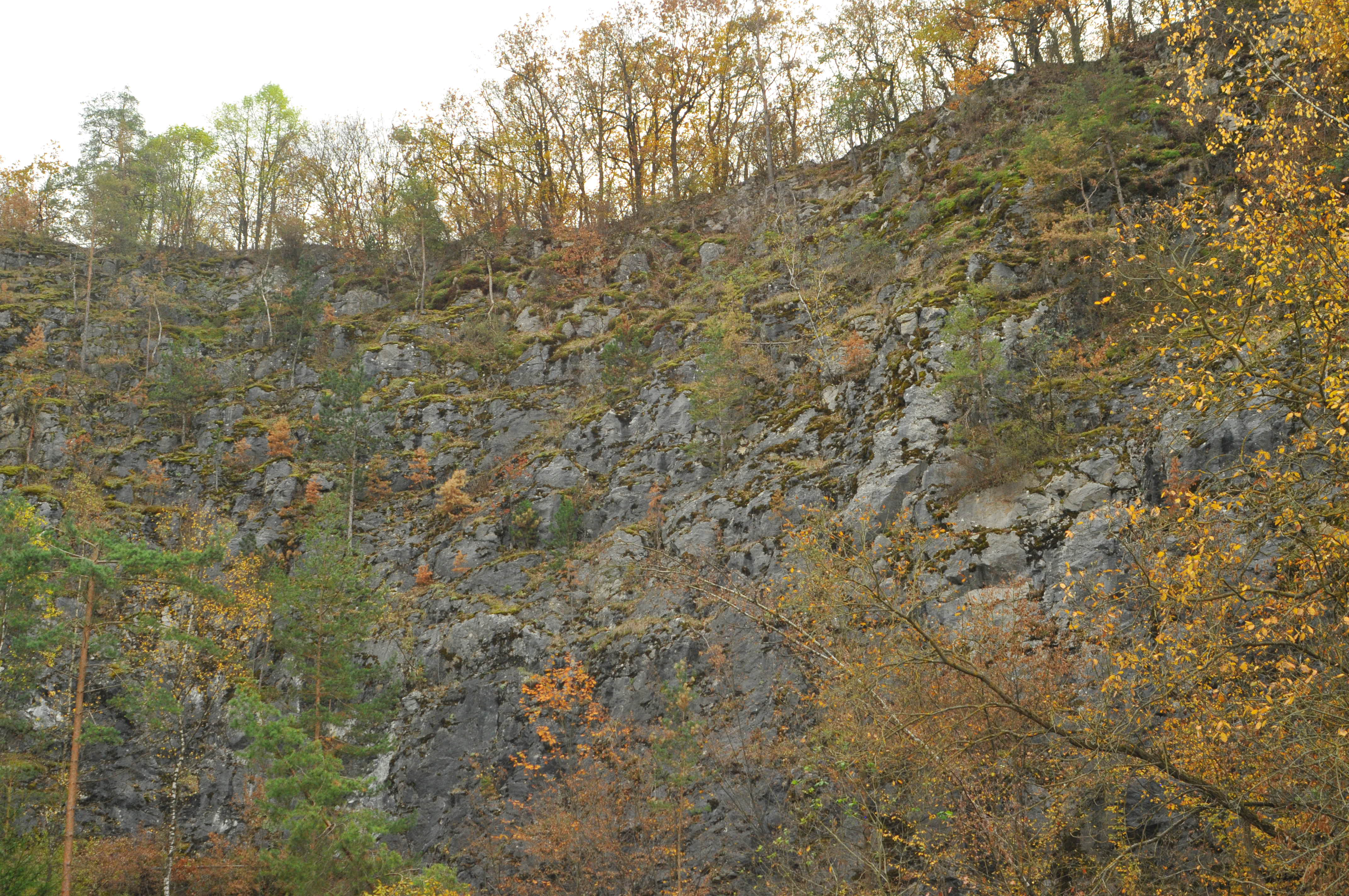
Přirozené zarůstání lomu
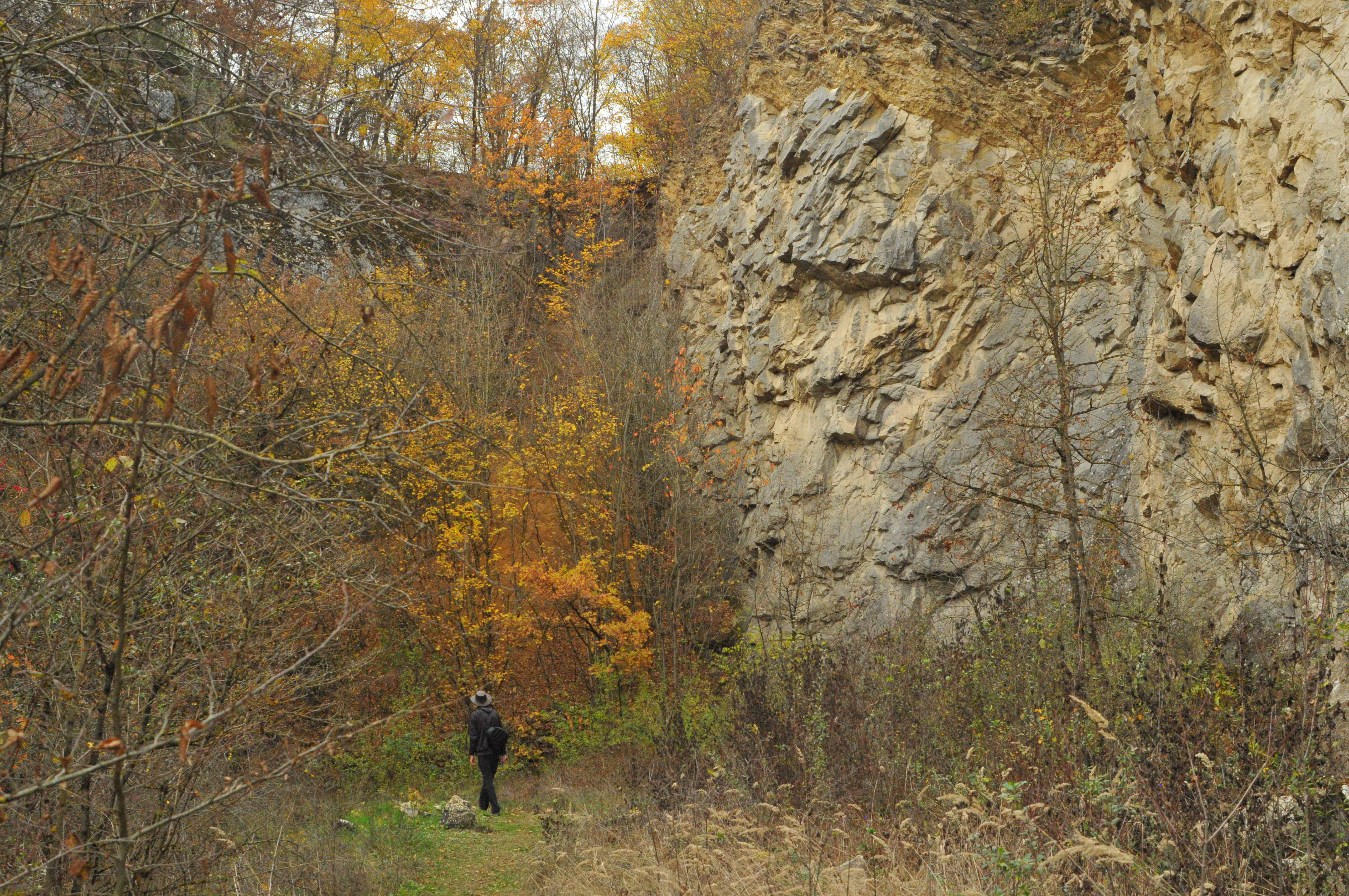
Zadní část lomu
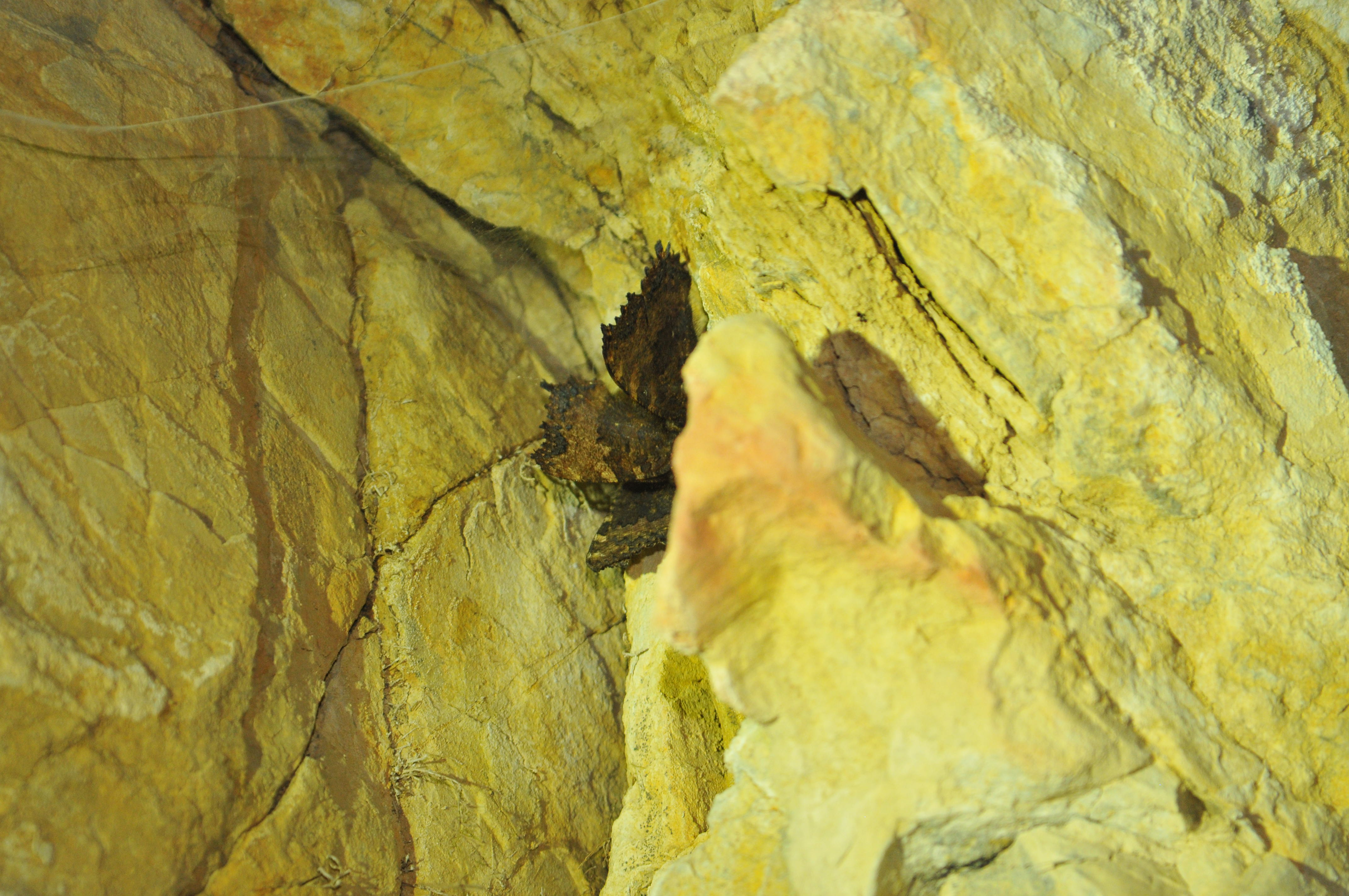
Bezobratlí živočichové v jeskyni
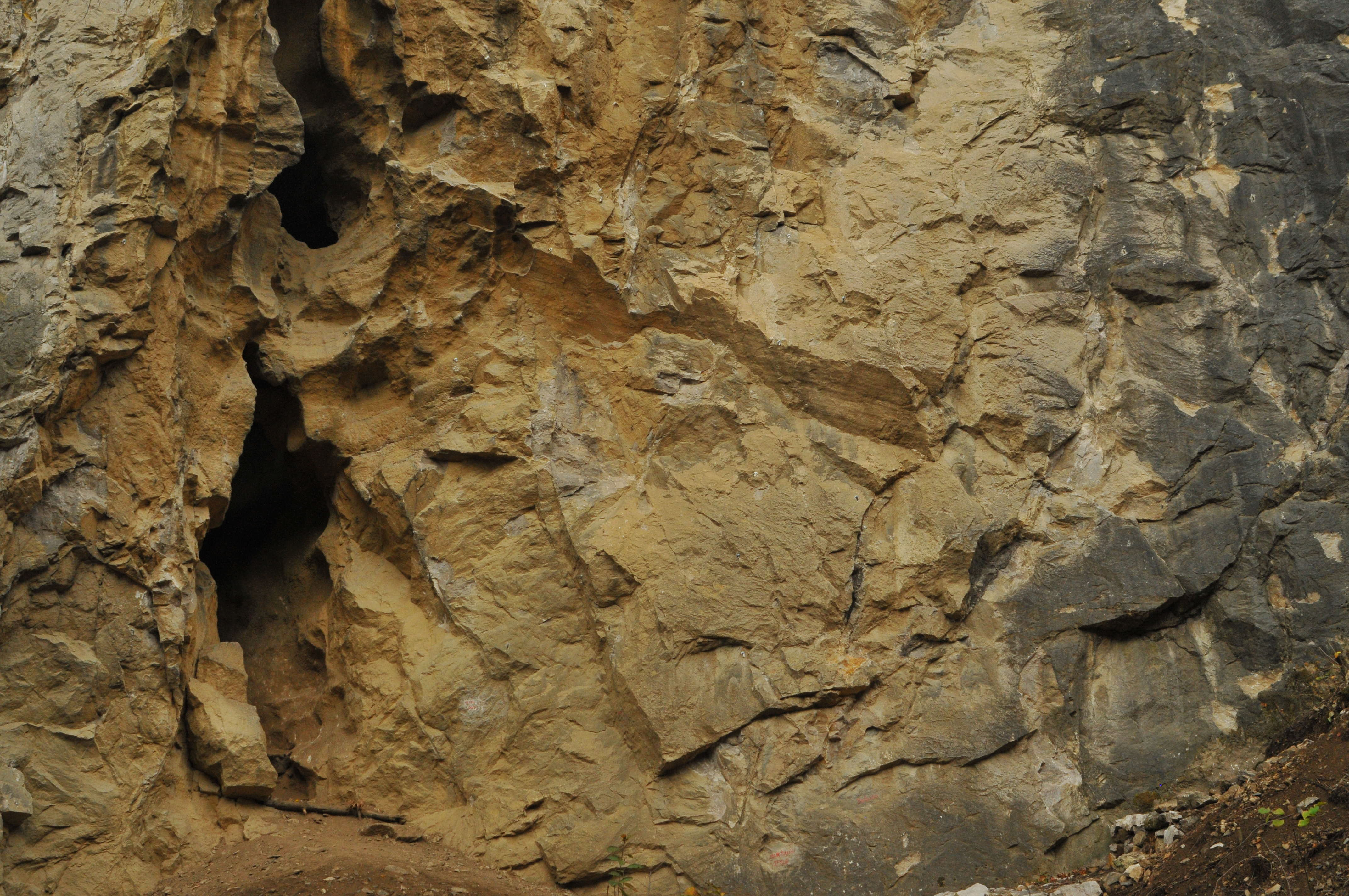
Chlupáčova sluj
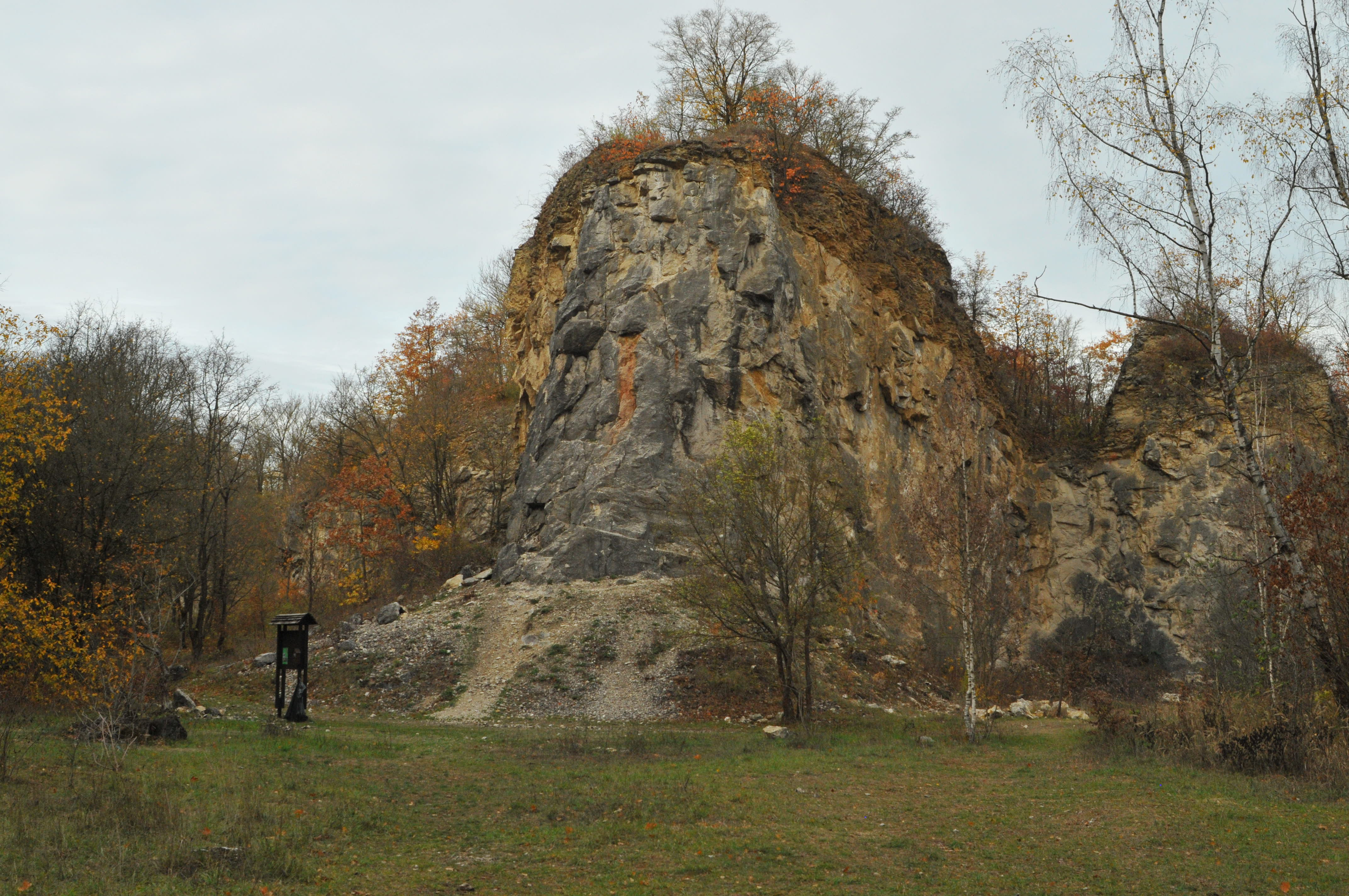
V lomu Na Kobyle